# 臺北市私立立人高級中學
台北市私立立人高級中學，簡稱立人中學，位於中華民國臺北市萬華區，曾是一所完全中學。因為少子化影響，招生不足而停辦。校址於2022年12月26日起作為臺灣道教學院籌備處使用。

## 校史
- 1933（民國22年）：三極電信學校（創立於上海市）
- 1953（民國42年）8月：奉准在臺復校，校名三極電信職業補習學校，中壢市（今中壢區）設分校
- 1954（民國43年） ：改制校名三極高級電訊職業學校
- 1955（民國44年） ：改制校名三極高級工業職業學校[3]
- 1965（民國54年） ：極高工董事長楊震裔（當時為調查局副局長）提經董事會通過，決中壢分校捐出由楊永奎（楊震裔兄弟）等人籌款改建擴充，隔年3月經教育部核准改制為「健行工業專科學校」（今健行科技大學）。
- 1988（民國77年） ：校名：三極高級工業職業學校（董事會改組）
- 1991（民國80年） ：校名：臺北市私立立人高級工商職業學校，增加商業類科、購置泰山校地
- 1994（民國83年）8月：校名更名為臺北市私立立人高級中學，改制為高級中學附設國中部(翌年招生)
- 1995（民國84年） ：開始招收高中生、國中生
- 2001（民國90年） ：停辦高職部
- 2018（民國107年）：高三學生畢業後，全校只剩4位高二學生、10位老師，校方向臺北市教育局申請自107學年度（2018年9月）停招[4]。
- 2019（民國108年）：教育局調查自108學年度起無在學生、教職員，因此勒令停辦，校方不服提起行政訴訟。

## 歷任董事長與校長

### 歷任董事長
- 李榮基[5]

### 歷任校長
- 張義勇
- 蕭梨梨
- 李月鳳（代理）

## 社團活動
- 蝶古巴特社
- 插花社

## 籃球隊
籃球隊成立於2017年，由總教練高從立領軍，在成立首年挑戰甲級，可惜止步於資格賽。

## 外部連結
- 立人高中 （页面存档备份，存于）